# Joseph Dorffmeister

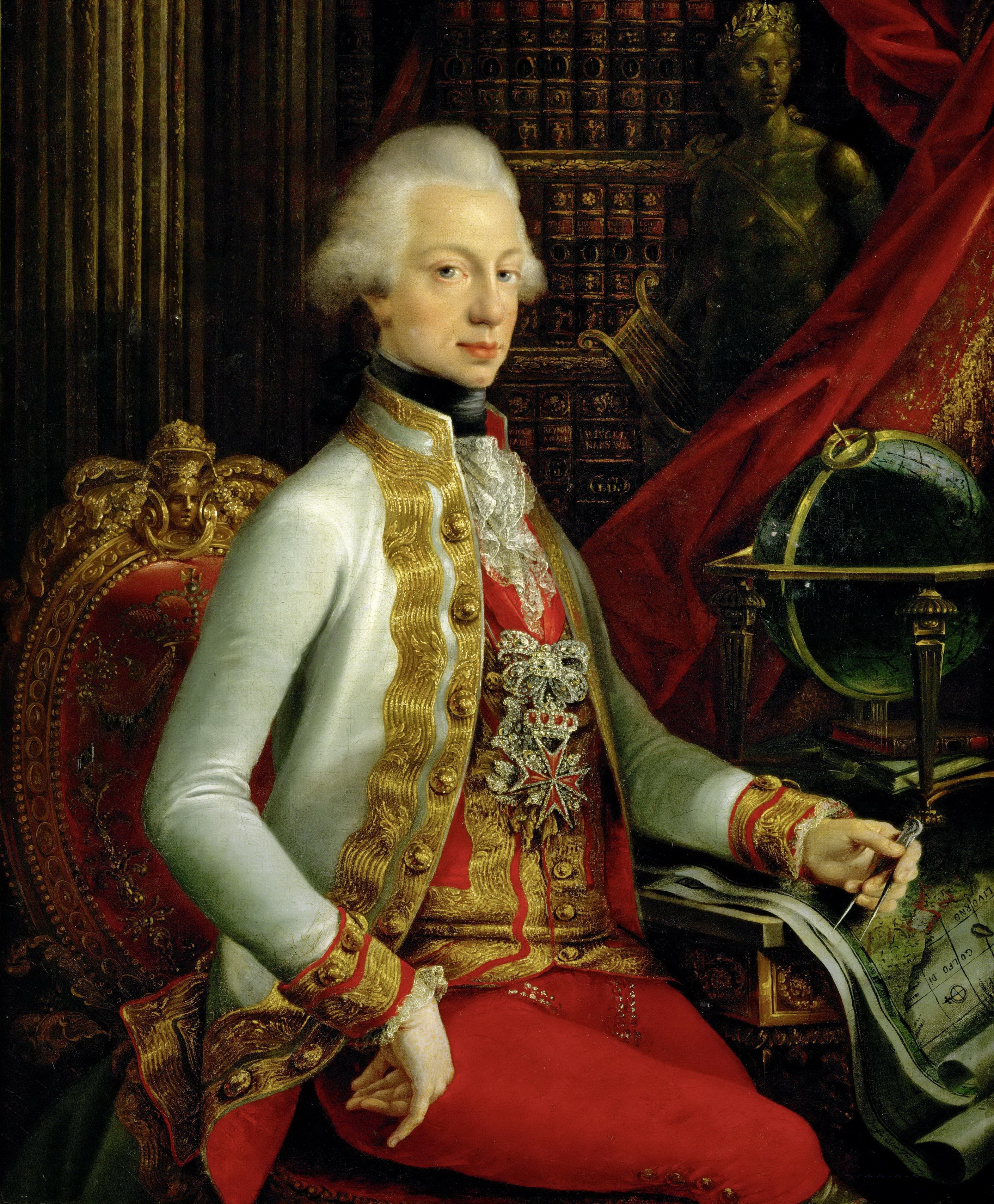
Dorffmeister festménye III. Ferdinánd osztrák főhercegről

Joseph Dorffmeister (Dorfmeister József István Pál, Sopron, Sopron vm., 1764. március 16. – Sopron, 1807.) festő, idősebb Dorfmeister István fia, ifjabb Dorfmeister István testvére. 
1764. március 16-án keresztelték a soproni Szent Mihály templomban.
Tanulmányait apjánál és a bécsi akadémián végezte. Architektúrafestőként dolgozott még apja életében, később oltár- és arcképeket is festett.